# Isaac Rosenberg
Isaac Rosenberg (25 de noviembre de 1890 - 1 de abril de 1918) fue un poeta y artista inglés. Sus Poems from the Trenches están reconocidos como una de las poesías más destacadas escritas durante la Primera Guerra Mundial. 

## Primeros años de vida
Isaac Rosenberg nació en Bristol el 25 de noviembre de 1890 en el número 5 de Adelaide Place, cerca de St. Mary Redcliffe.  Era el segundo de seis hijos y el hijo mayor (su hermano gemelo murió al nacer) de sus padres, Barnett (anteriormente Dovber) y Hacha Rosenberg, quienes eran inmigrantes judíos lituanos a Gran Bretaña desde Dvinsk (ahora en Letonia). En 1897, la familia se mudó a Stepney, un distrito pobre del East End de Londres y con una gran comunidad judía.  Isaac Rosenberg asistió a la escuela primaria St. Paul en Wellclose Square, en la parroquia de St George in the East. Más tarde, fue a la Baker Street Board School en Stepney, que tenía una fuerte presencia judía.  En 1902, recibió un premio por buena conducta y se le permitió tomar clases en la Escuela de Artes y Oficios de Stepney Green. En diciembre de 1904, dejó la escuela de Baker Street y, en enero de 1905, comenzó un aprendizaje con Carl Hentschel, un grabador de Fleet Street. 
Se interesó tanto por la poesía como por las artes visuales y comenzó a asistir a clases nocturnas en el Birkbeck College. Se retiró de su aprendizaje en enero de 1911, ya que había logrado reunir las finanzas para asistir a la Escuela Slade de Bellas Artes en el University College de Londres (UCL).  Durante su estancia en Slade School, Rosenberg estudió notablemente junto a David Bomberg, Mark Gertler, Stanley Spencer, Paul Nash, Edward Wadsworth, Dora Carrington, William Roberts y Christopher Nevinson.  Fue acogido por Laurence Binyon y Edward Marsh, y comenzó a escribir poesía en serio, pero padecía problemas de salud.  Publicó un folleto de diez poemas, Noche y día, en 1912. También expuso pinturas en la Galería Whitechapel en 1914.
Temiendo que su bronquitis crónica empeorara, Rosenberg esperaba curarse trasladándose en 1914 al clima más cálido de Sudáfrica, donde vivía su hermana Mina en Ciudad del Cabo.  La Sociedad Judía de Ayuda Educativa de Londres ayudó pagando el billete.
Después de llegar a Ciudad del Cabo a finales de junio de 1914,  compuso un poema "Sobre la recepción de noticias de la guerra". Si bien muchos escribieron sobre la guerra como un sacrificio patriótico, Rosenberg la criticó desde el principio. Sin embargo, al sentirse mejor y con la esperanza de encontrar empleo como artista en Gran Bretaña, Rosenberg regresó a casa en marzo de 1915.  Publicó una segunda colección de poemas, Juventud y luego, tras no poder encontrar un trabajo permanente, se alistó en el ejército británico a finales de octubre de 1915.  Pidió que la mitad de su sueldo fuera enviada a su madre. 
En una carta personal, Rosenberg describió su actitud hacia la guerra: "Nunca me uní al ejército por razones patrióticas. Nada puede justificar la guerra. Supongo que todos debemos luchar para acabar con el problema". 

## Primera Guerra Mundial

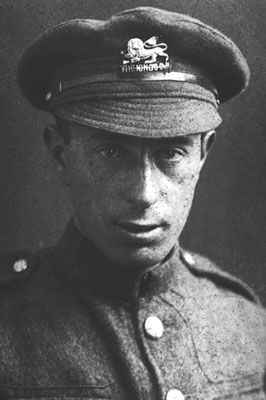
Soldado Rosenberg, número de atención personal 22311

Rosenberg fue asignado al 12.º Batallón Bantam del Regimiento de Suffolk, siendo un gallo una designación para hombres por debajo de la altura mínima habitual de 5'3". Después de aparentemente rechazar el ascenso a cabo de lanza, Rosenberg fue transferido, primero, al Regimiento de South Lancashire, luego al Regimiento Real de Lancaster del Rey (KORL). Fue enviado con su unidad a servir en el Frente Occidental en Francia, donde llegó el 3 de junio de 1916.  Continuó escribiendo poesía mientras servía en las trincheras. incluyendo "Amanecer en las trincheras", "Al regresar escuchamos a las alondras" y "El vertedero del hombre muerto". En diciembre de 1916, la Revista de Poesía publicó dos de sus poemas. 
En enero de 1917, Rosenberg informó que estaba enfermo y su familia y amigos pidieron a sus superiores que lo sacaran del frente; fue trasladado al Batallón de Obras de la Cuadragésima División y comenzó a llevar alambre de púas a las trincheras.  Escribió su poema Dead Man's Dump durante este período. En junio, fue asignado temporalmente a la 229 Field Company, Royal Engineers. En septiembre de 1916, pasó diez días de permiso en Londres.  Después de regresar a su antigua unidad, enfermó en octubre y pasó dos meses en el Hospital General 51. Después de su liberación, fue transferido al 1.er Batallón del Regimiento Real de Lancaster del Rey.  Solicitó un traslado a un batallón exclusivamente judío, pero los historiadores no han podido rastrear su solicitud. 
El 21 de marzo de 1918, el ejército alemán inició su ofensiva de primavera en el frente occidental. Una semana después, Rosenberg envió su última carta con el poema "A través de estos días pálidos y fríos" a Inglaterra antes de ir al frente con refuerzos.  Acababa de terminar una patrulla nocturna y fue asesinado la noche del 1 de abril de 1918 junto con otros diez soldados del KORL; Existe controversia sobre si su muerte se produjo a manos de un francotirador o en combate cuerpo a cuerpo. En cualquier caso, murió en un pueblo llamado Fampoux, al noreste de Arras . Primero fue enterrado en una fosa común, pero en 1926 los restos no identificados de los seis soldados de KORL fueron re-enterrados individualmente en el cementerio Bailleul Road East, Parcela V, Saint-Laurent-Blangy, Paso de Calais, Francia.  La lápida de Rosenberg está marcada con su nombre y las palabras "Enterrado cerca de este lugar", así como "Artista y poeta". 

## Legado

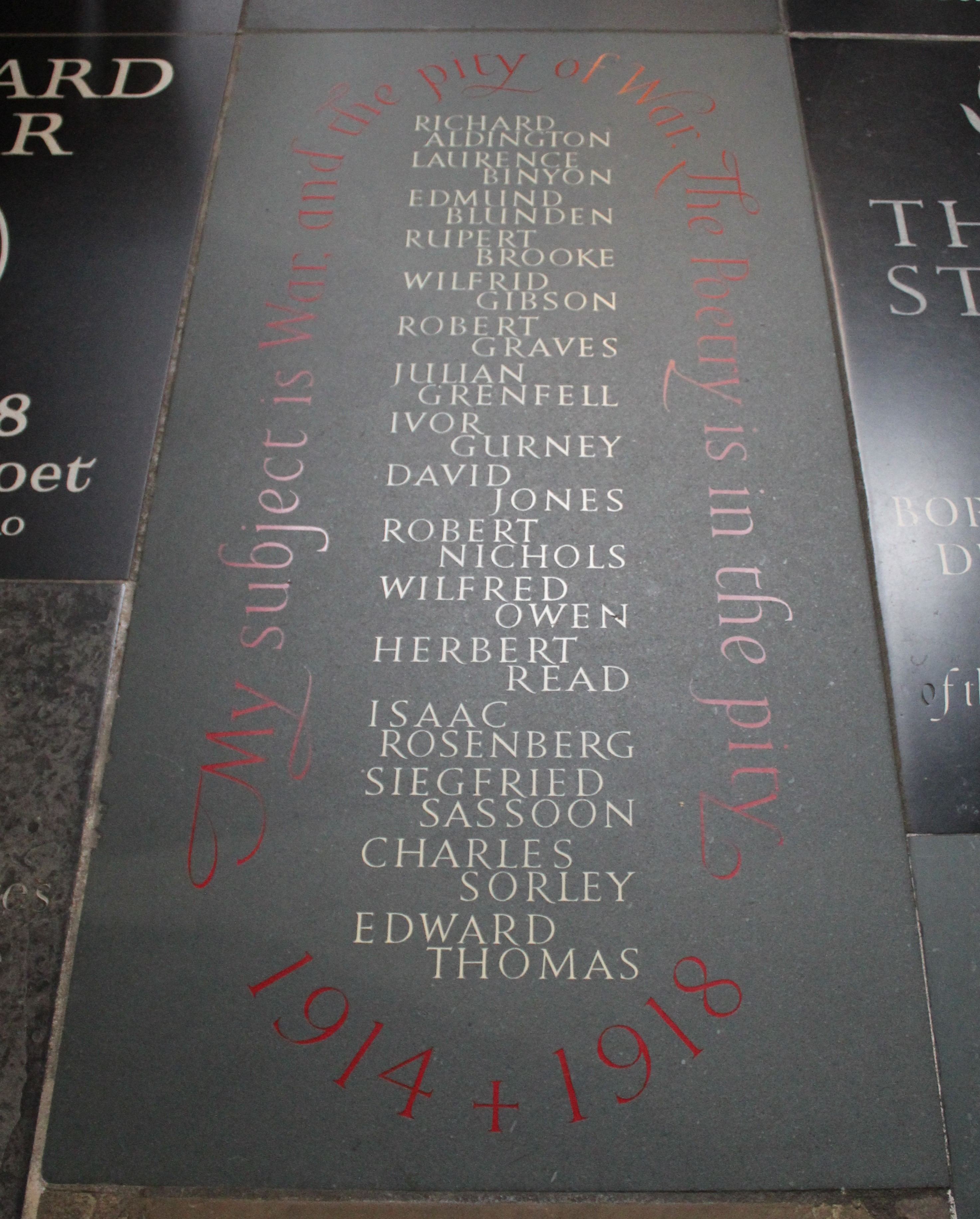
Monumento a los poetas de la Primera Guerra Mundial, Abadía de Westminster

- Autorretratos de Rosenberg se exhiben en la Galería Nacional de Retratos [10] y en la Tate Britain. [11]

- Una placa azul conmemorativa en su honor cuelga afuera de la Galería Whitechapel, anteriormente Biblioteca de Whitechapel, que fue inaugurada por el escritor anglo-judío Emanuel Litvinoff. [12]
- El 11 de noviembre de 1985, Rosenberg estuvo entre los 16 poetas de la Gran Guerra que fueron conmemorados en una piedra de pizarra descubierta en el Poet's Corner de la Abadía de Westminster. [13] La inscripción en la piedra fue escrita por un compañero poeta de la Gran Guerra, Wilfred Owen. Dice: "Mi tema es la guerra y la lástima de la guerra. La poesía está en la lástima". [14]

- Rosenberg aparece en la novela Grosse Fugue de Ian Phillips.
- En La gran guerra y la memoria moderna, el estudio histórico de Paul Fussell sobre la literatura de la Primera Guerra Mundial, Fussell identifica "Break of Day in the Trenches" de Rosenberg como "el mayor poema de la guerra".
- BBC Radio 4 transmitió un documental sobre su vida llamado "Nobody Told Me To Oil My Boots", escrito y dirigido por Neil Cargill con narración de Sir Antony Sher y Simon Schatzberger - retransmitido por Radio 4Extra.